# ماسن

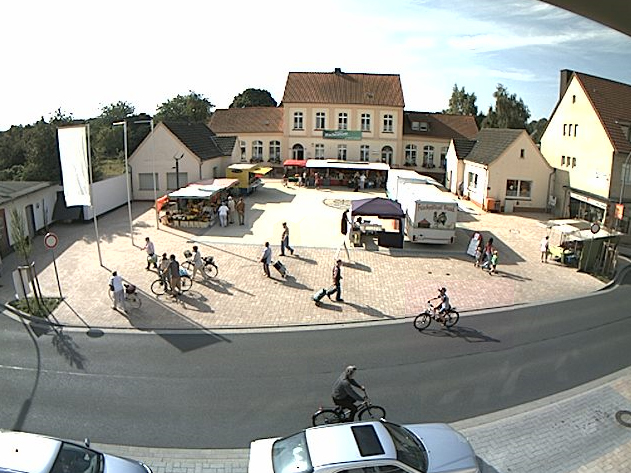

ماسن (بالألمانية: Massen) هي جزء غربي من مدينة أونا عاصمة قضاء أونا في ولاية شمال الراين - وستفاليا الألمانية. تقع ماسن إلى الشرق من مدينة دورتموند على نقطة التقاء الأقاليم الوستفالية حوض الرور، زاورلاند، وبلاد مونستر. تعتبر ثاني أكبر أحياء أونا من حيث عدد السكان الذي يبلغ 12500 نسمة. يعود أصل اسم البلدة إلى كلمة ماء (بالألمانية: Wasser).
تحوي ماسن أكبر مركز لاستيعاب اللاجئين والمهاجرين في ألمانيا، الذي انتقل إليها من مدينة زيغن سنة 1951.